# Isak Hien
Isak Malcolm Kwaku Hien (Estocolmo, 13 de enero de 1999) es un futbolista sueco que juega de defensa en el Atalanta B. C. de la Serie A. Es internacional con la selección de fútbol de Suecia.

## Trayectoria
Comenzó su carrera en el Vasalunds IF.
En 2021 fichó por el Djurgårdens IF Fotboll, uno de los mejores clubes de Suecia, que decidió mantener cedido al joven defensa en el Vasalunds durante la temporada de 2021.
En 2022 dio el salto a la Serie A, de la mano del Hellas Verona, y tras temporada y media en Verona, fichó por el Atalanta B. C., también de la Serie A, el 2 de enero de 2024, en un traspaso de 9 millones de euros.

## Selección nacional
Es internacional con la selección de fútbol de Suecia, con la que debutó el 24 de septiembre de 2022, en un partido de la Liga de Naciones de la UEFA 2022-23 frente a la selección de fútbol de Serbia.

## Clubes
| Club                  | País   | Año       |
| --------------------- | ------ | --------- |
| Vasalunds IF          | Suecia | 2017-2020 |
| Djurgårdens IF        | Suecia | 2021-2022 |
| Vasalunds IF (cedido) | Suecia | 2021      |
| Hellas Verona         | Italia | 2022-2024 |
| Atalanta B. C.        | Italia | 2024-act. |

## Palmarés

### Campeonatos internacionales
| Título                 | Equipo         | Sede   | Año  |
| ---------------------- | -------------- | ------ | ---- |
| Liga Europa de la UEFA | Atalanta B. C. | Dublín | 2024 |